# Línea 133 de TMB
La línea 133 es una línea regular de autobús urbano de la ciudad de Barcelona gestionada por la empresa TMB.Esta línea (junto al 134) es el reemplazo de la antigua 11.

## Horarios
| 133                 | Primer servicio A: Fabra i Puig | Primer servicio A: Trinitat | Último servicio A: Fabra i Puig | Último servicio A: Trinitat |
| Laborables          | 05:00                           | 05:26                       | 23:00                           | 23:26                       |
| Sábados             | 06:00                           | 06:24                       | 23:00                           | 23:24                       |
| Domingos y festivos | 07:00                           | 07:23                       | 22:30                           | 22:52                       |

## Recorrido
- De Fabra i Puig a Trinitat por: Av. Meridiana, Riera de Sant Andreu, Malats, Arbúcies, Gran de Sant Andreu, Segre, Pl Orfila, Sant Adrià, Josep Soldevila, Parc de la Maquinista, Formiga, Pg Enric Sanchis, Bon Pastor, Pg Guayaquil, Arbeca, Lima, Caracas, Cuzco, Potosí, Tiana, Campins, Pl del Baró de Viver, Ciutat d'Asunción, Fernando Pessoa, Pg Torras i Bages, Via Favència, Pl de Josep Andreu i Abelló, Ctra de Ribes, Almassora, Pare Pérez del Pulgar, Peníscola, Pl Turó de la Trinitat, Via de Bàrcino, Vicenç Montal, Foradada, Ausona, Tossal.

- De Trinitat a Fabra i Puig por: Ctra de Ribes, Via Favència, Palomar, Gran de Sant Andreu, Fernando Pessoa, Ferran Junoy, Ciutat d'Asunción, Clarà, Caracas, Tucumán, Potosí, Lima, Pl Celestí Boada, Sas, Claramunt, Sant Adrià, Pg de l'Havana, Segre, Virgili, Pl de Montserrat Roca i Baltà, Onze de Setembre, Fabra i Puig, Llenguadoc, Av. Meridiana.

## Otros datos
| Prestación                   | Disponibilidad en la línea |
| ---------------------------- | -------------------------- |
| Adaptada a                   | Sí                         |
| TMB iBus (tiempo de espera ) | Sí                         |
| Pantallas informativas       | Sí                         |
| Línea de tránsito rápido     | No                         |
| Circula en días festivos     | Sí                         |